# Gunteucha
Gunteucha – prawdopodobnie córka króla Burgundów. W 514 została żoną Chlodomera, króla Franków. Z tego związku urodziło się trzech synów: Teudebald, Gunter i Clodoald. Po śmierci Chlodomera została żoną jego brata Chlotara. Później została oddalona, a Chlotar poślubił Radegundę.
Jej drugi mąż zamordował jej dwóch starszych synów. Ocalał jedynie Clodoald dzięki pomocy swojej babki Klotyldy.